# Werner Liebrich
Werner Liebrich (Kaiserslautern, 18 de enero de 1927-Kaiserslautern, 20 de marzo de 1995) fue un jugador y entrenador de fútbol alemán. En su etapa como jugador profesional se desempeñaba como defensa.

## Biografía
Apodado Die Fahrer (el conductor), Die Rote (el rojo), debido a su cabello pelirrojo, o Liebrich II para distinguirlo de su hermano mayor, provenía de una familia de clase trabajadora. Su padre, Ernst Karl, era un yesero y comunista perseguido por los nazis. En 1933, estuvo bajo custodia y fue sentenciado a un año y diez meses de prisión. Las sentencias dictadas contra los hermanos Ernst Karl y Alois Liebrich fueron anuladas en 1949 y 1950, respectivamente. Después del arresto de su padre, Werner y su hermano Ernst, vivían con su madre en una gran pobreza y dependían de la ayuda de parientes y conocidos. Peor aún, fueron tratados como «proscritos». Los Liebrich fueron la única familia del FC Kaiserslautern (su padre era miembro del club) que se mostró claramente en contra la dictadura nazi.

## Fallecimiento
Murió el 20 de marzo de 1995 a la edad de 68 años después de una cirugía de corazón, que terminó con una insuficiencia cardíaca. Diez años después de su muerte, una calle recibió su nombre en el FCK-Nachwuchszentrum en Fröhnerhof.

## Selección nacional
Fue internacional con la selección de Alemania Federal en 16 ocasiones. Fue campeón del mundo en 1954, donde jugó la famosa final contra Hungría conocida como el Milagro de Berna.

### Participaciones en Copas del Mundo
| Mundial                        | Sede  | Resultado | Partidos | Goles |
| ------------------------------ | ----- | --------- | -------- | ----- |
| Copa Mundial de Fútbol de 1954 | Suiza | Campeón   | 4        | 0     |

## Clubes

### Como jugador
| Club           | País             | Año       |
| -------------- | ---------------- | --------- |
| Kaiserslautern | Alemania Federal | 1943-1962 |

### Como entrenador
| Club           | País             | Año  |
| -------------- | ---------------- | ---- |
| Kaiserslautern | Alemania Federal | 1965 |

## Palmarés

### Campeonatos regionales
| Título                                      | Club           | País             | Año  |
| ------------------------------------------- | -------------- | ---------------- | ---- |
| Campeonato de la zona de ocupación francesa | Kaiserslautern | Alemania ocupada | 1947 |
| Oberliga Südwest                            | Kaiserslautern | Alemania ocupada | 1947 |
| Campeonato de la zona de ocupación francesa | Kaiserslautern | Alemania ocupada | 1948 |
| Oberliga Südwest                            | Kaiserslautern | Alemania ocupada | 1948 |
| Campeonato de la zona de ocupación francesa | Kaiserslautern | Alemania ocupada | 1949 |
| Oberliga Südwest                            | Kaiserslautern | Alemania ocupada | 1949 |
| Campeonato de la zona de ocupación francesa | Kaiserslautern | Alemania Federal | 1950 |
| Oberliga Südwest                            | Kaiserslautern | Alemania Federal | 1950 |
| Oberliga Südwest                            | Kaiserslautern | Alemania Federal | 1951 |
| Oberliga Südwest                            | Kaiserslautern | Alemania Federal | 1953 |
| Oberliga Südwest                            | Kaiserslautern | Alemania Federal | 1954 |
| Oberliga Südwest                            | Kaiserslautern | Alemania Federal | 1955 |
| Oberliga Südwest                            | Kaiserslautern | Alemania Federal | 1956 |
| Oberliga Südwest                            | Kaiserslautern | Alemania Federal | 1957 |

### Campeonatos nacionales
| Título            | Club           | País             | Año  |
| ----------------- | -------------- | ---------------- | ---- |
| Campeonato alemán | Kaiserslautern | Alemania Federal | 1951 |
| Campeonato alemán | Kaiserslautern | Alemania Federal | 1953 |

### Copas internacionales
| Título                 | Selección        | Sede  | Año  |
| ---------------------- | ---------------- | ----- | ---- |
| Copa Mundial de Fútbol | Alemania Federal | Suiza | 1954 |

## Condecoraciones
| Distinción      | Año  |
| --------------- | ---- |
| Laurel de Plata | 1954 |